# Sara Aščić
Sara Aščić (* 2. Juli 1997) ist eine kroatische Leichtathletin, die sich auf den Hochsprung spezialisiert hat.

## Sportliche Laufbahn
Erste internationale Erfahrungen sammelte Sara Aščić im Jahr 2014, als sie bei den Jugend-Balkan-Meisterschaften in Sliwen mit übersprungenen 1,63 m den fünften Platz belegte. 2016 belegte sie bei den Balkan-Meisterschaften in Pitești mit 1,70 m den achten Platz und im Jahr darauf gelangte sie bei den Balkan-Meisterschaften in Novi Pazar mit 1,65 m ebenfalls auf Rang acht. 2018 gewann sie bei den U23-Mittelmeer-Meisterschaften in Jesolo mit 1,80 m die Silbermedaille hinter der Italienerin Erika Furlani, ehe sie bei den Balkan-Meisterschaften in Stara Sagora mit derselben Höhe den siebten Platz belegte. Im Jahr darauf gelangte sie bei den U23-Mittelmeer-Hallenmeisterschaften in Miramas mit 1,73 m auf den fünften Platz und 2020 wurde sie bei den Balkan-Meisterschaften in Cluj-Napoca mit 1,75 m Fünfte. 2023 wurde sie bei der 2. Liga der Team-Europameisterschaft im Rahmen der Europaspiele in Chorzów mit 1,79 m Erste im B-Finale, ehe sie bei den Balkan-Meisterschaften in Kraljevo mit 1,75 m den achten Platz belegte. Daraufhin verpasste sie bei den World University Games in Chengdu mit derselben Höhe den Finaleinzug. Im Jahr darauf belegte sie bei den Balkan-Meisterschaften in Izmir mit 1,75 m den vierten Platz.
2020 wurde Aščić kroatische Meisterin im Hochsprung.